# Atractodes nitidulator
Atractodes nitidulator là một loài tò vò trong họ Ichneumonidae.